# Северная Ци
Северная Ци (кит. упр. 北齊, пиньинь Běiqí, палл. бэй ци) — одно из государств эпохи Северных и Южных династий в Северном Китае в 550—577 годах. Возникло на месте государства Восточная Вэй после того как сын главнокомандующего Восточной Вэй Гао Хуаня, Гао Ян, низложил его императора Сяо Цзин-ди в 550 году и провозгласил себя императором Северной Ци под именем Вэнь Сюань-ди (Северная Ци).

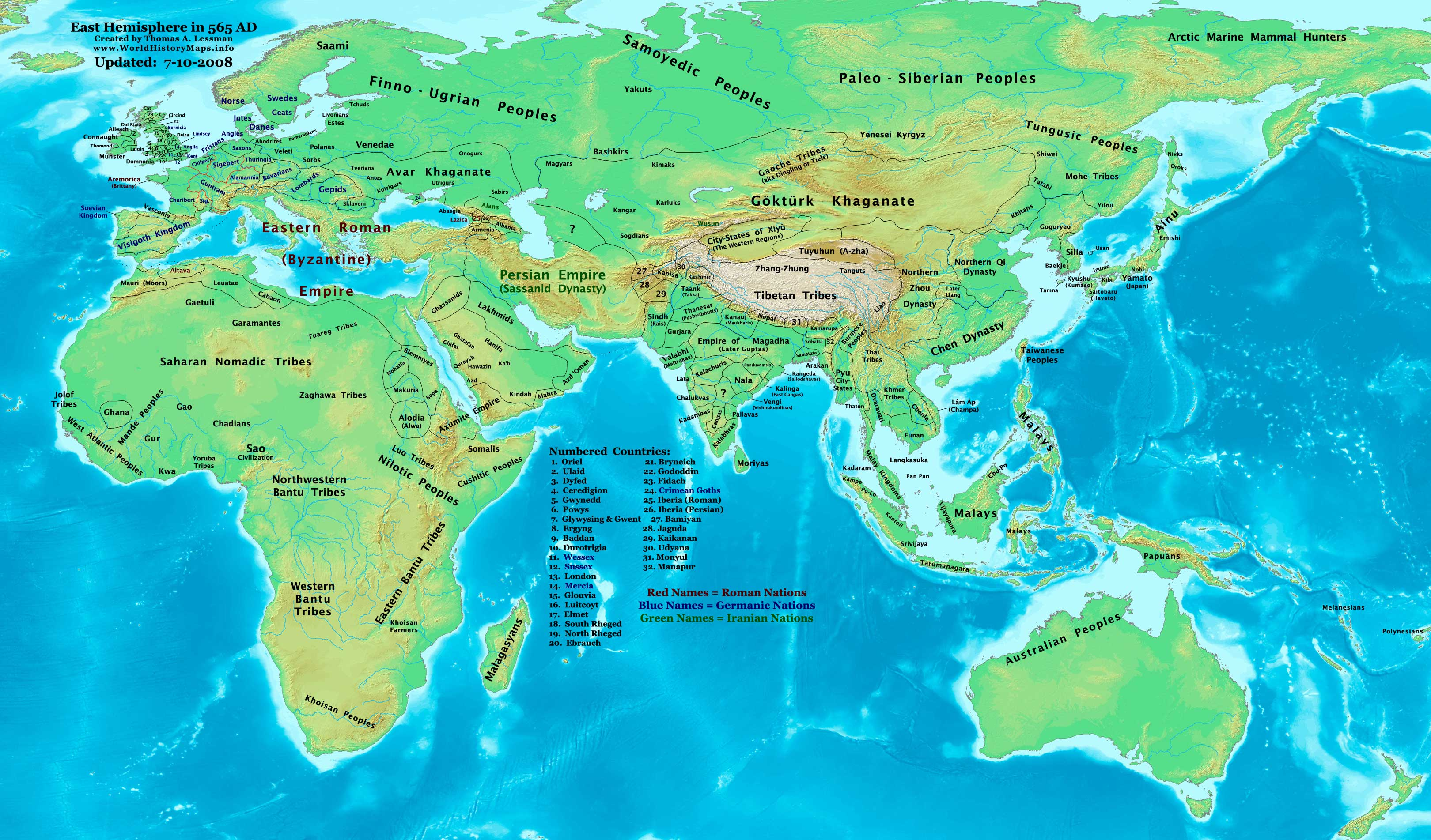
Азия в 565 году, показана территория Северной Ци

Владычество Северной Ци было отмечено произволом и некомпетентностью императоров (Вэнь Сюань-ди, У Чэн-ди, и Гао Вэя), продажностью чиновников и разложением армии. Хотя Северная Ци была самым сильным царством Китая на момент своего основания (по сравнению с Северной Чжоу и Чэнь), она постепенно пришла в упадок и была уничтожена Северной Чжоу в 577 году в союзе с Тюркским каганатом. (Сын императора Вэнь Сюань-ди Гао Шаои, Фаньянский ван, бежал под защиту тюрок и впоследствии провозгласил себя императором Северной Ци в изгнании, но в 580 году был выдан тюрками Северной Чжоу и сослан в нынешнюю Сычуань. Учёные не пришли к единому мнению по вопросу, считать ли Гао Шаои законным императором Северной Ци, однако все согласились считать 577 год последним годом истории этого царства). Северная Чжоу выплачивала дань тюркам в виде 100 тысяч кусков шёлковой ткани ежегодно, за что правители этого государства рассчитывали покончить с помощью тюрок с Северной Ци. После падения государства Северной Ци, тюркский каган понял, что усиливать своего сюзерена Северное Чжоу нельзя и провозгласил законным наследником Северной Ци бежавшего к ним сына императора Вэнь Сюань-ди.

## Императоры Северной Ци

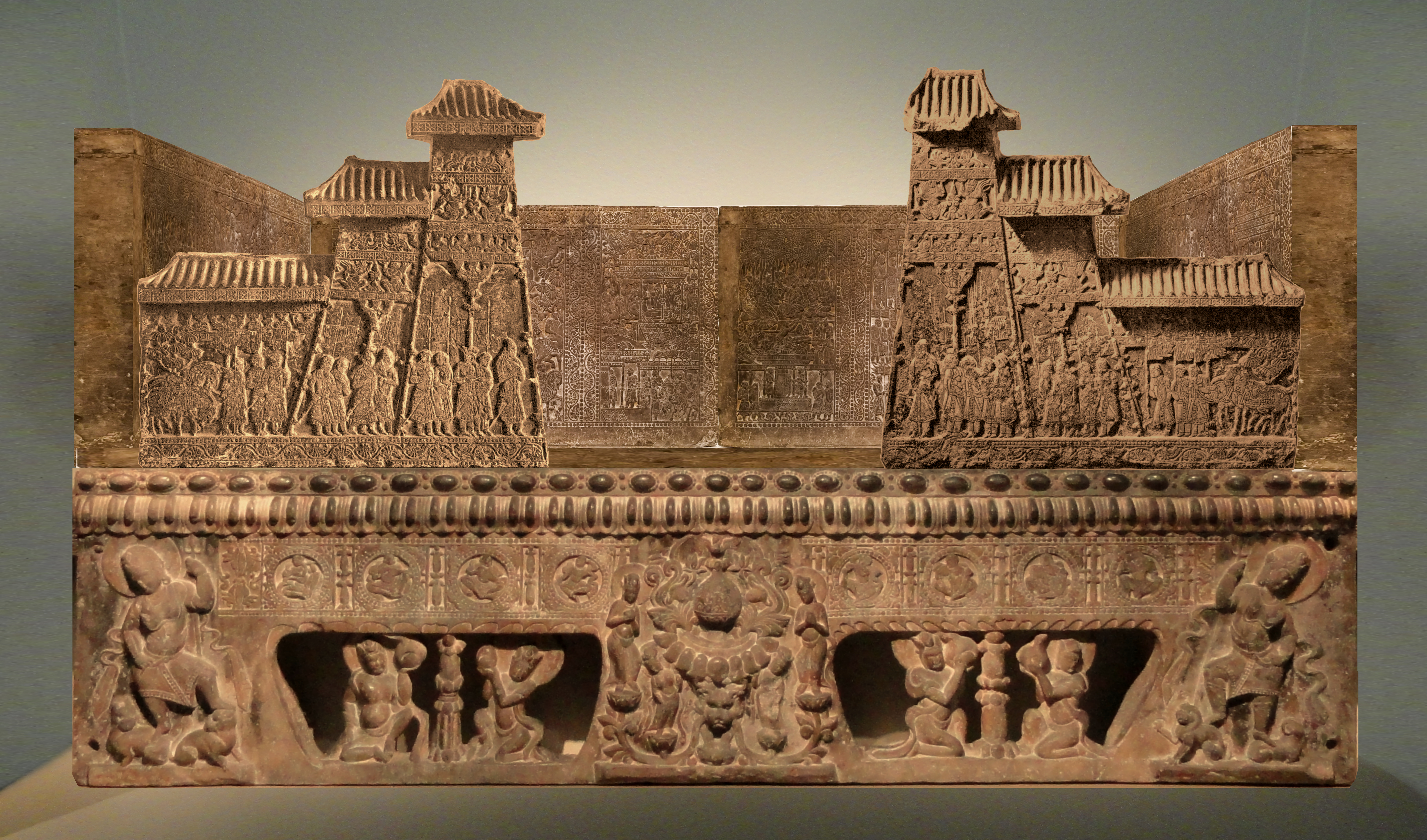
Погребальный саркофаг Аньяна (550-577 гг. н. э.), сделанная для согдийского купца в Аньяне, во время династии Северной Ци.

| Посмертное имя (諡號 shìhào)   | Личное имя            | Годы правления | Эра летоисчисления (年號niánhào) и годы эры                                                |
| ------------------------------ | --------------------- | -------------- | ------------------------------------------------------------------------------------------ |
| Вэнь Сюань-ди 文宣帝 Wénxuāndì | Гао Ян 高洋 Gāo Yáng  | 550—559        | - Тяньбао (天保 Tiānbǎo) 550—559                                                           |
| Фэй-ди 廢帝 Fèidì              | Гао Инь 高殷 Gāo Yīn  | 559—560        | - Цяньмин (乾明 Qiánmíng) 560                                                              |
| Сяо Чжао-ди 孝昭帝 Xiàozhāodì  | Гао Янь 高演 Gāo Yǎn  | 560—561        | - Хуанцзянь (皇建 Huángjiàn) 560—561                                                       |
| У Чэн-ди 武成帝 Wǔchéngdì      | Гао Дань 高湛 Gāo Dān | 561—565        | - Тайнин (太寧 Tàiníng) 561—562 - Хэцин (河清 Héqīng) 562—565                              |
| Хоу Чжу 後主 hòu zhǔ           | Гао Вэй 高緯 Gāo Wěi  | 565—577        | - Тяньтун (天統 Tiāntǒng) 565—569 - Упин (武平 Wǔpíng) 570—576 - Лунхуа (隆化 Lónghuà) 576 |
| Ю Чжу 幼主 yòu zhǔ             | Гао Хэн 高恆 Gāo Héng | 577            | - Чэнгуан (承光 Chéngguāng) 577                                                            |